# Istete

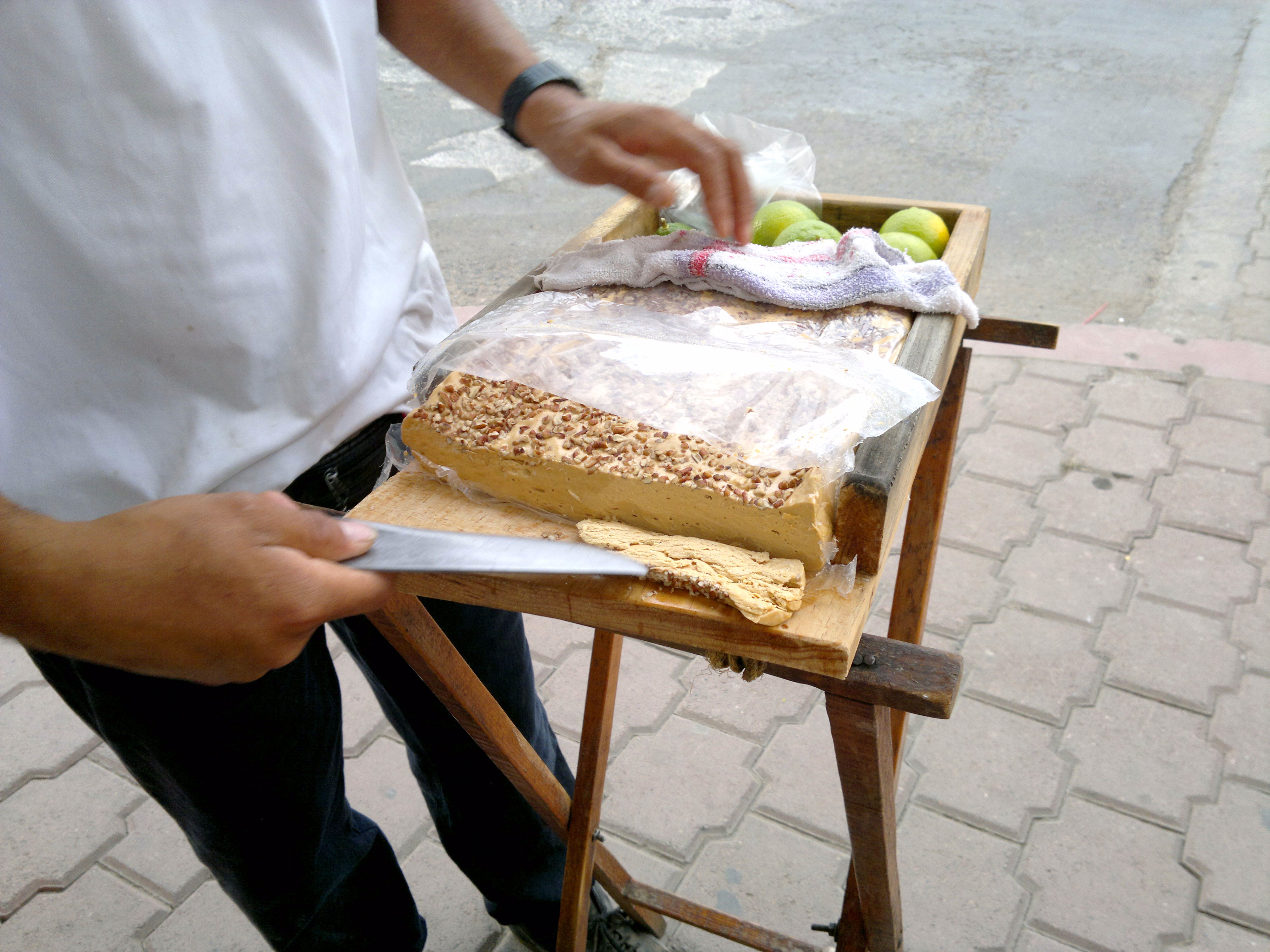
Istete dulce tradicional de Nayarit

El Istete o Ixtete es un dulce regional del estado de Nayarit (México).
Se cortan pequeños trozos con un machete y se acompaña con un limón. Su consistencia es sólida a temperatura ambiente pero con el calor se derrite fácilmente, por lo que se puede decir que tiene una consistencia similar a la de un chicloso. Sus principales sabores son miel (ingrediente principal), guayaba, vainilla, nuez, fresa y chocolate. 
Actualmente este dulce es difícil de encontrar incluso en Nayarit, aunque es posible que también lo elaboren en estados vecinos como, por ejemplo, Jalisco.
Algunas menciones: